# Księża Góra (Beskid Wyspowy)
Księża Góra (649 m) – jeden ze szczytów w Paśmie Cietnia w Beskidzie Wyspowym.
Znajduje się w tym paśmie pomiędzy Ciecieniem (829 m), a Cublą Górą (508 m). Zachodnie zbocza Księżej Góry opadają do Wiśniowej, wschodnie do Szczyrzyca i Pogorzan. Wierzchołek i wschodnie stoki są całkowicie porośnięte lasem, od strony Wiśniowej dość wysoko podchodzą pola uprawne. Niebieski szlak turystyczny prowadzący przez grzbiet pasma Ciecienia omija po wschodniej stronie porośnięty bukowym lasem wierzchołek Księżej Góry. 
Na szczycie Księżej Góry znajduje się ołtarz oraz krzyż. Znajdowała się tutaj także drewniana wieża widokowa. Widok z niej obejmował cały horyzont, ale podrastające drzewa oraz dwa wierzchołki pobliskiego i wyższego Ciecienia przesłaniały część widoków. Szczególnie dobrze widoczne z wieży było Pasmo Lubomira i Łysiny. Poniżej szczytu na niewielkiej polance, przy niebieskim szlaku, na odcinku od Księżej Góry do skrzyżowania z czarnym Szlakiem ze Szczyrzyc znajduje się kapliczka z 1869 r.
Szlaki turystyki pieszej

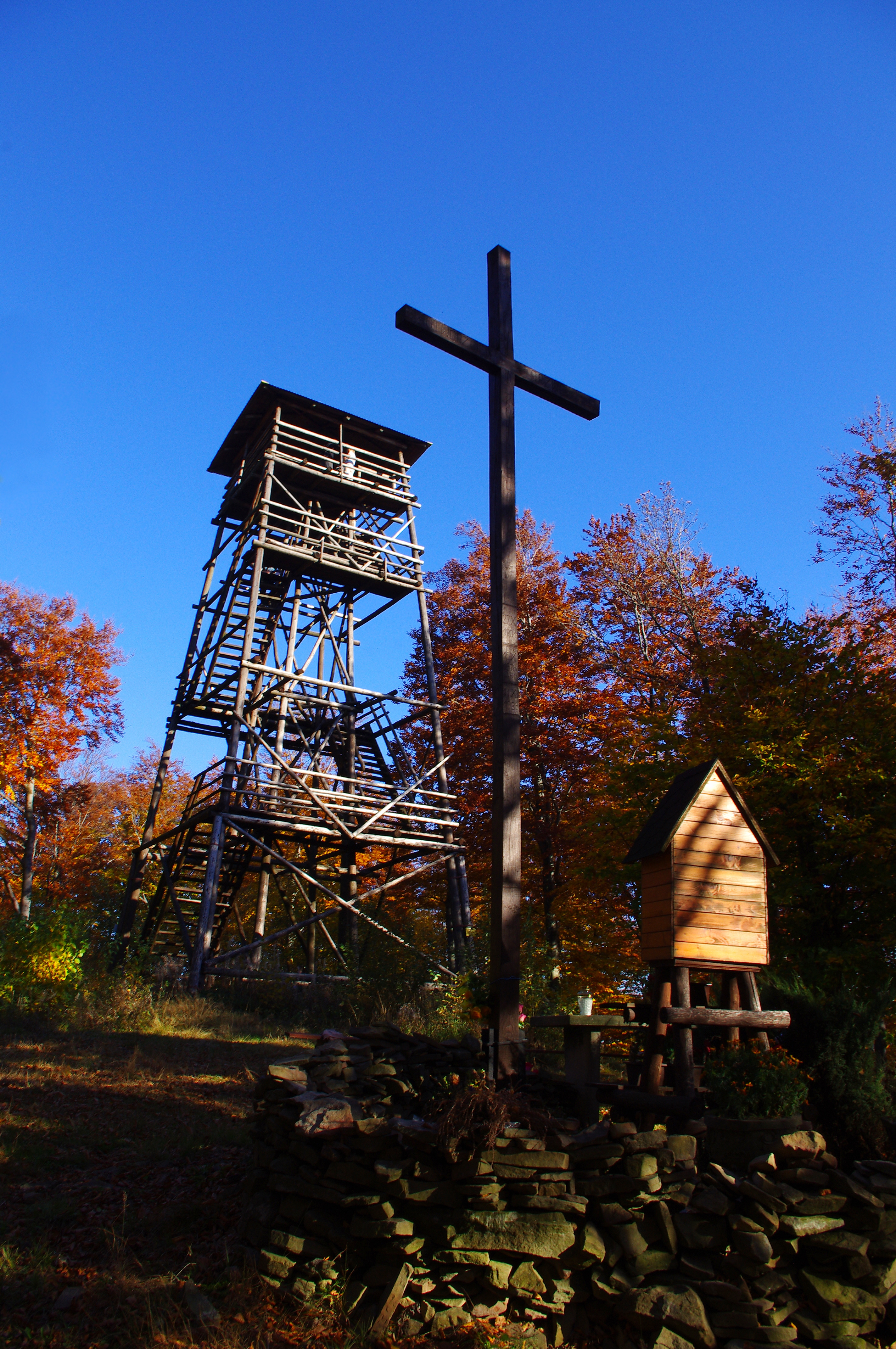
Wieża widokowa na Księżej Górze (już nieistniejąca)

 Poznachowice Górne – Grodzisko – Cubla Góra – Księża Góra – Ciecień – Wierzbanowska Przełęcz – Przełęcz Wielkie Drogi – Kasina Wielka. Czas przejścia 4.40 h (↓ 4:15 h)